# Cristoforo (antipapa)
Cristoforo (Roma, IX secolo – Roma, gennaio 904) è stato un cardinale romano che, detronizzato e gettato in carcere il suo predecessore papa Leone V, si fece eleggere papa regnando da settembre 903 a gennaio 904.
Viene considerato un antipapa dalla seconda metà del XX secolo e così compare negli Annuari pontifici di questi ultimi decenni; il suo nome infatti non fa più parte degli elenchi ufficiali dei pontefici romani. In effetti non fu considerato come tale neanche dai contemporanei (non è nemmeno citato nel Liber pontificalis che menziona persino Stefano II pur non riconoscendolo pontefice), ma fu ufficialmente riconosciuto come vero papa nell'XI secolo: il suo nome da allora è stato incluso nella maggior parte degli elenchi papali fino alla metà dello scorso secolo.
Nella galleria dei ritratti papali nella basilica di San Paolo fuori le mura, esiste il medaglione con il suo ritratto tra quello di Leone V e quello di Sergio III.

## Biografia
Romano, cardinale prete di San Damaso, figlio di un certo Leone, Cristoforo divenne antipapa detronizzando con la forza il suo predecessore Leone V (di cui, forse, era direttore spirituale) e facendolo rinchiudere in prigione fino alla morte. Secondo alcune fonti, convinse Leone ad abdicare in suo favore.
Le ragioni del suo gesto, oltre all'ambizione, non sono chiare: c'è chi, tra gli studiosi, lo ritiene un formosiano che agì spinto da uno scisma nel partito, poiché non si accettava un papa non-romano (Leone V era di Ardea); c'è chi invece lo identifica con un omonimo Cristoforo scomunicato ed esiliato da Giovanni IX perché organizzò, assieme a Stefano VI e al futuro papa Sergio III, la famosa e discussa Synodus Horrenda: si tratterebbe, in questo caso, di una rivincita degli anti-formosiani (che non impedirà all'anti-formosiano Sergio di spodestare e forse uccidere Cristoforo).
Non riconosciuto dalla Chiesa come suo pastore, venne considerato come successore di Leone solo un secolo dopo.
La vicenda di Leone e Cristoforo accadde durante un periodo di corruzione nella Roma papale, e azioni come quella di Cristoforo, seppur assolutamente contrarie ai canoni ecclesiastici, non erano cosa inusuale. Questo antipapa fu ritenuto il primo Papa a dichiarare che lo Spirito Santo discende "dal Padre e dal Figlio" in una lettera al Patriarca di Costantinopoli "Sergio". Ciò però è discutibile, perché i Patriarchi Sergio I (610-638) e Sergio II (999-1019) vissero in epoche lontane da quella di Cristoforo; inoltre il Concilio di Toledo aveva già stabilito ciò, nel 581, sotto Pelagio II. È sicuro invece che Cristoforo confermò i privilegi dell'Abbazia di Corbie, in Vestfalia, dati a essa da Benedetto IV. Questi privilegi furono poi confermati da Leone IX che si richiamò esplicitamente a Benedetto IV e a Cristoforo. Poco altro, oltre a questo, si sa per certo di Cristoforo.
La sua fine è avvolta nel mistero: secondo quanto dice Ermanno il Contratto, dopo aver ucciso Leone V in prigione tra settembre e dicembre, venne spodestato da Sergio III nel gennaio 904 e finì i suoi giorni come monaco. Invece, secondo quanto dicono Eugenio Vulgario e Ausilio di Napoli, Cristoforo non uccise Leone, e, dopo la sua deposizione nel gennaio 904, venne messo nella stessa cella di Leone; poi, forse in gennaio, Sergio li fece uccidere assieme, per pietà verso le loro condizioni miserevoli.
Non si sa quanto ciò sia storicamente vero: Ermanno visse un secolo dopo i fatti; Eugenio e Ausilio, invece, furono contemporanei di Leone, Cristoforo e Sergio, e ciò li rende più attendibili, ma potrebbero aver dato credito a una diceria grave solo per infangare un loro odiato nemico, poiché Sergio III era acerrimo avversario di Formoso, mentre loro erano convinti formosiani. Altre fonti dicono che Cristoforo morì come monaco due anni dopo questi eventi, nel 906. Dopo la sua morte, le spoglie di Cristoforo furono raccolte e sepolte in Laterano, con l'iscrizione: HIC PIA CHRISTOPHORI REQUIESCUNT MEMBRA SEPULTI (Qui riposano le pie membra di Cristoforo sepolto"). Oltre al ritratto che si trova in San Paolo fuori le mura, ne esiste un altro del XIII secolo affrescato sulle mura dell'antica chiesa di S. Pietro in Grado presso Pisa.